# Управление делами Московской патриархии
Управле́ние дела́ми Моско́вской патриархи́и — подразделение Русской православной церкви, действующее на правах Синодального учреждения Русской православной церкви. Управляющий делами является постоянным членом и секретарём Священного синода.

## История
После учреждения в 1927 году Временного патриаршего Священного синода при заместителе Патриаршего местоблюстителя митрополита Сергия была создана должность управляющего делами Священного синода. 18 мая 1935 года в связи с вынужденной ликвидацией Временного патриаршего Священного синода должность управляющего делами Священного синода была переименована в управляющего делами Московской патриархии.
16 марта 1961 года Священный Синод постановил включить в число своих постоянных членов управляющего делами Московской патриархии и председателя отдела внешних церковных сношений, при этом эти должности теперь должны были замещаться лицами в архиерейском сане. 18 июля 1961 года на Архиерейский собор по докладу митрополита Крутицкого Питирима (Свиридова) утвердил это постановление и внёс соответствующие изменения в пп. 18 и 19 «Положения об управлении Русской Православной Церкви».
5 марта 2010 года Священный синод принял Положение об Управлении делами Московской патриархии.
26 июля 2010 года решением Священного синода образована Контрольно-аналитическая служба Управления делами Московской патриархии.
30 мая 2019 года Священный Синод утвердил новую редакцию Положения об Управлении делами Московской Патриархии.

## Функции управления
По словам архимандрита Саввы (Тутунова): «В своё время Управление делами руководило канцелярским и хозяйственным аппаратом при Патриархе, а у управляющего делами было, к примеру, право подписи под финансовыми документами. Потом внутри аппарата функции разделились, а название осталось. Управление делами Московской Патриархии стало администрацией Патриарха (надо заметить, что люди часто путают Московскую Патриархию и Московский Патриархат. Патриархат — это синоним Русской Православной Церкви, а Патриархия — учреждение). Когда был избран нынешний Патриарх Кирилл, среди его административных решений была спецификация деятельности Управления делами, направленная на организацию взаимодействия церковного управленческого центра — Патриарха и Священного Синода — с епархиями. Так что мы занимаемся общим взаимодействием с епархиями».
По словам религиоведа Константина Михайлова: «Управляющий делами — очень важный человек во всей системе церковной власти. <…> это что-то среднее между руководителем администрации и главой управления делами президента. В некотором смысле это человек № 2 в церковной иерархии. Управление делами фактически обеспечивает деятельность патриархии и её главы: отвечает за организацию встреч, поездок, всей внутренней работы, проводит ревизии и в целом позволяет Кириллу держать церковь под контролем».
в настоящее время Управление делами Московской патриархии занимается:
- обеспечением взаимодействия епархий Русской православной церкви с Московской патриархией.
- подготовкой материалов, документов и дел, подлежащих рассмотрению Патриархом и Священным синодом по вопросам, относящимся к компетенции управления делами;
- подготовка аналитической информации о деятельности епархий, их канонических подразделений, клириков и должностных лиц;
- рассмотрением жалоб и обращений граждан и юридических лиц, направленных на имя Патриарха и касающихся деятельности епархий, их канонических подразделений, клириков и должностных лиц;
- проведением по распоряжению Патриарха и Священного синода плановых и (или) внеплановых проверок деятельности епархий;
- внесением на рассмотрение Патриарха и Священного синода предложений по результатам проделанной управлением делами аналитической и контрольной работы;
- подготовкой поступивших на имя Патриарха заявлений и апелляционных жалоб для рассмотрения в Общецерковном суде первой и второй инстанции;
- подготовкой заседаний Священного синода;
- обеспечением в пределах своей компетенции взаимодействия Московской патриархии с органами государственной власти Российской Федерации, субъектов Российской Федерации и муниципальных образований;
- исполнением иных поручений Патриарха и Священного синода.

## Структурные подразделения управления
- Контрольно-аналитическая служба Управления делами под руководством заместителя управляющего делами — обеспечивает рассмотрение документов и дел, касающихся выявленных нарушений в епархиях Устава Русской православной церкви, решений Поместных и Архиерейских соборов Русской православной церкви, Священного синода и Общецерковного суда. На контрольно-аналитическую службу возложены обязанности по подготовке информации о деятельности епархий, их канонических подразделений, клириков и должностных лиц[8].
- Секретариат Управления делами под руководством ответственного секретаря — обеспечивает переписку Управления делами Московской патриархии с правящими архиереями, светскими официальными учреждениями, юридическими лицами и гражданами по вопросам текущей жизни епархий, деятельности их отделов и должностных лиц[8].
- Личный секретариат управляющего делами.

## Управляющие делами
1. протоиерей Александр Лебедев (18 мая 1935 — 19 августа 1937) арестован 14 апреля 1937
2. архиепископ Сергий (Воскресенский) (8 октября 1937 — 24 февраля 1941)
3. протопресвитер Николай Колчицкий (1 апреля 1941 — 5 июля 1960)
4. архиепископ Пимен (Извеков) (5 июля 1960 — 14 ноября 1961)
5. архиепископ Киприан (Зёрнов) (14 ноября 1961 — 25 февраля 1964)
6. митрополит Пимен (Извеков) (25 февраля — 22 декабря 1964)
7. митрополит Алексий (Ридигер) (22 декабря 1964 — 29 июля 1986)
8. митрополит Сергий (Петров) (29 июля 1986 — 30 декабря 1987)
9. митрополит Владимир (Сабодан) (30 декабря 1987 — 27 мая 1992)
  - патриарх Алексий II (11 августа 1992 - 17 июля 1996) временно [a]
10. митрополит Сергий (Фомин) (17 июля 1996 — 26 декабря 2003)
11. митрополит Климент (Капалин) (26 декабря 2003 — 31 марта 2009)
12. митрополит Варсонофий (Судаков) (31 марта 2009 [b] — 26 февраля 2019)
13. митрополит Савва (Михеев) (26 февраля — 29 октября 2019)
14. митрополит Дионисий (Порубай) (29 октября 2019 — 11 октября 2023)
15. митрополит Григорий (Петров) (с 11 октября 2023 года по н. в.)

## Комментарии
1. ↑  из решения Священного синода: "приветствовать принятие Патриархом Алексием на себя временного попечения о деятельности Управления Делами Московской Патриархии"
2. ↑  и. о. до 25 декабря 2009 года